# Odalmelech

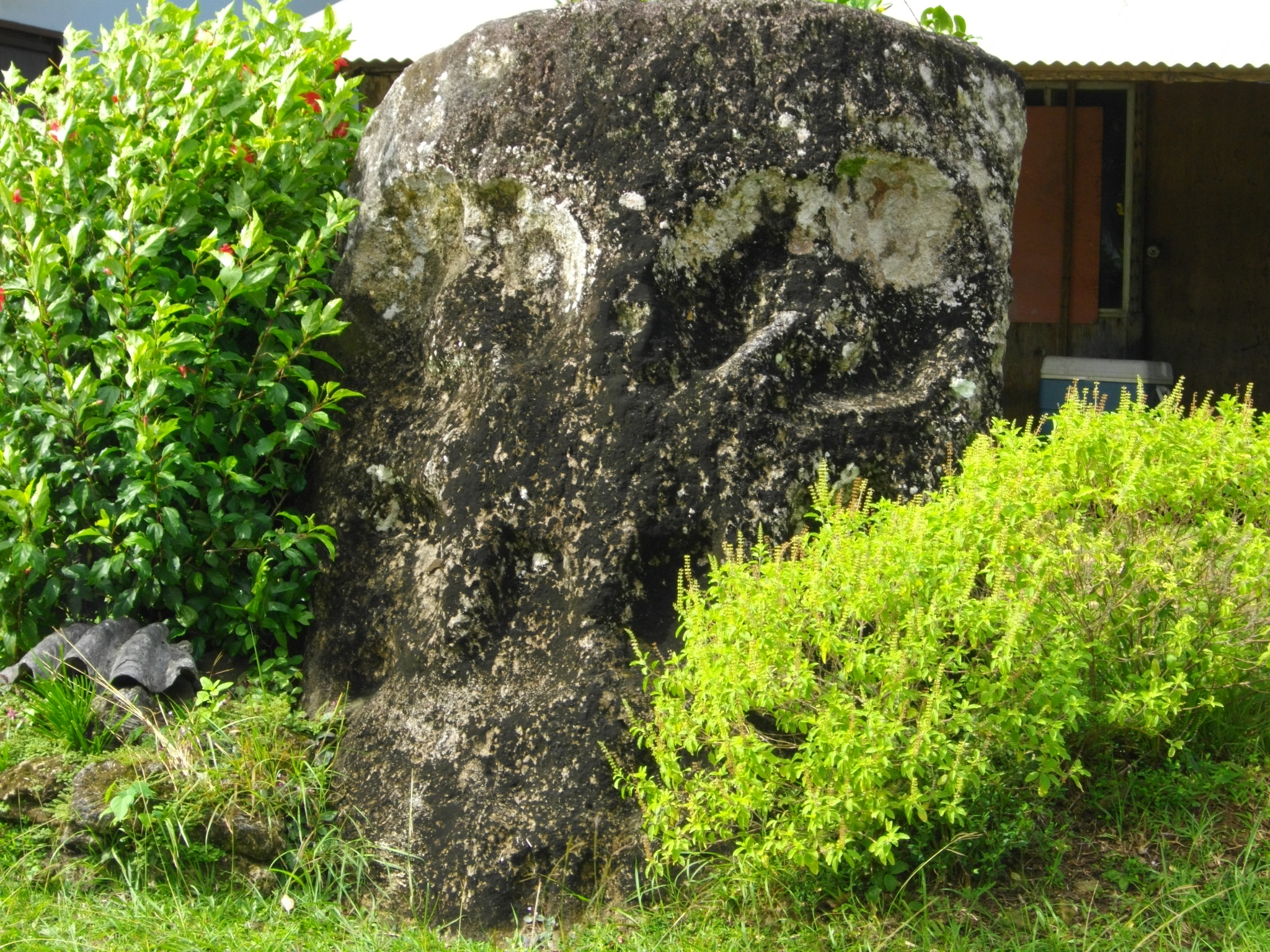
Odamelech.

Odamelech désigne un vestige archéologique mégalithique des Palaos.
Il s'agit d'une grande pierre taillée à l'effigie d'un homme (d'où son autre nom de « grand visage »). Il pourrait s'agir d'un roi ou d'un dieu. « Odamelech » serait le nom de la divinité ou de l'ancêtre mythique représenté par ce mégalithe. Le site archéologique comprend 8 autres pierres identiques. Ces pierres sont au centre d'un grand espace rectangulaire de 40 mètres de long sur 15 de large. Selon les récits oraux locaux, Odalmelech et ses huit compagnons devaient en une seule nuit paver toute l'aire sacrée du village. Ils découpèrent des blocs de corail des récifs et les hissèrent jusqu'au rivage. Seulement, Odamelech comprit trop tard que ni lui ni ses compagnons ne disposeraient d'assez de temps pour s'acquitter de la tâche. Aussi donna-t-il l'ordre que tous sculptent leurs visages dans 9 grosses pierres pointant le levant à tout jamais.

## Sources